# Eira Vedra
Eira Vedra ist eine Gemeinde im Norden Portugals.
Eira Vedra gehört zum Kreis Vieira do Minho im Distrikt Braga, besitzt eine Fläche von 5,6 km² und hat 616 Einwohner (Stand 19. April 2021).